# ピップトウキョウ
ピップトウキョウ株式会社は、｢ピップエレキバン｣などピップフジモト株式会社（現在：ピップ株式会社）製造の医療・医薬品の東日本地域での販売を行っていた会社。
2010年11月の合併により、ピップトウキョウ本社はピップ株式会社 首都圏支社 量販第一支店・第二支店・第三支店となっている。また、持株会社のフジモトHD株式会社の本社も同地にある。

## 沿革
本稿ではピップトウキョウを中心とした沿革を述べる。大阪藤本商店 - ピップフジモトに至るまでの沿革についてはピップを参照。
- 1923年（大正12年） - 藤本真次商店東京出張所開設
- 1928年（昭和3年） - 合資会社藤本商店の設立に伴い、東京支店となる
- 1946年（昭和21年） - 経理応急措置令により合資会社藤本商店が解散し、東京支店の機能を移管した東京藤本商店を設立
- 1952年（昭和27年） - 藤本医療産業株式会社に社名変更
- 1964年（昭和39年） - フジモト株式会社に社名変更
- 1978年（昭和53年） - 本社ビル完成
- 1980年（昭和55年） - 栄ホープ株式会社 東京支店の事業を継承し、ホープ株式会社を設立
- 1984年（昭和59年） - ピップフジモト株式会社（東京）に社名変更。
- 1986年（昭和61年） - 物流事業部を分社化し、ピップ物流株式会社を設立
- 1987年（昭和62年） - 子会社のホープ株式会社がオーコーチ株式会社を合併し、ホープオーコーチ株式会社となる
- 1992年（平成4年） - ピップトウキョウ株式会社に社名変更
- 1994年（平成6年） - 介護・看護事業のアンテナショップとして「ケアウェル横浜店」をオープン
- 1999年（平成11年） - メディカル事業部が福神株式会社（現在：アルフレッサ株式会社）と病院内物流について業務提携、柴崎医療器株式会社と資本提携を結ぶ
- 2005年（平成17年） - アルフレッサ ホールディングス株式会社との合弁で、アルフレッサ ピップトウキョウ株式会社（現在：アルフレッサ メディカルサービス株式会社）を設立し、メディカル事業部を同社へ移管、ケアウェル事業部で予防介護を取り入れたデイサービスを開始
- 2007年（平成19年） - 安心介護サポート株式会社を子会社化
- 2008年（平成20年） - 
  - 当社のケアウェル事業部と安心介護サポート株式会社が統合し、ピップケアウェル安心株式会社を設立
  - ピップフジモト株式会社と経営統合し、事業持株会社ピップ株式会社を設立
- 2010年（平成22年） - ピップフジモト株式会社へ吸収合併され、ピップトウキョウ株式会社は解散。ピップフジモト株式会社はピップ株式会社に社名変更。ホープオーコーチ株式会社は引き続きピップ株式会社の子会社となったが、ピップ物流株式会社とピップケアウェル安心株式会社は現物配当により同日に商号を変更したフジモトHD株式会社の子会社となった。